# Stępina
Stępina ist eine Ortschaft mit einem Schulzenamt der Gemeinde Frysztak im Powiat Strzyżowski der Woiwodschaft Karpatenvorland in Polen.

## Geographie

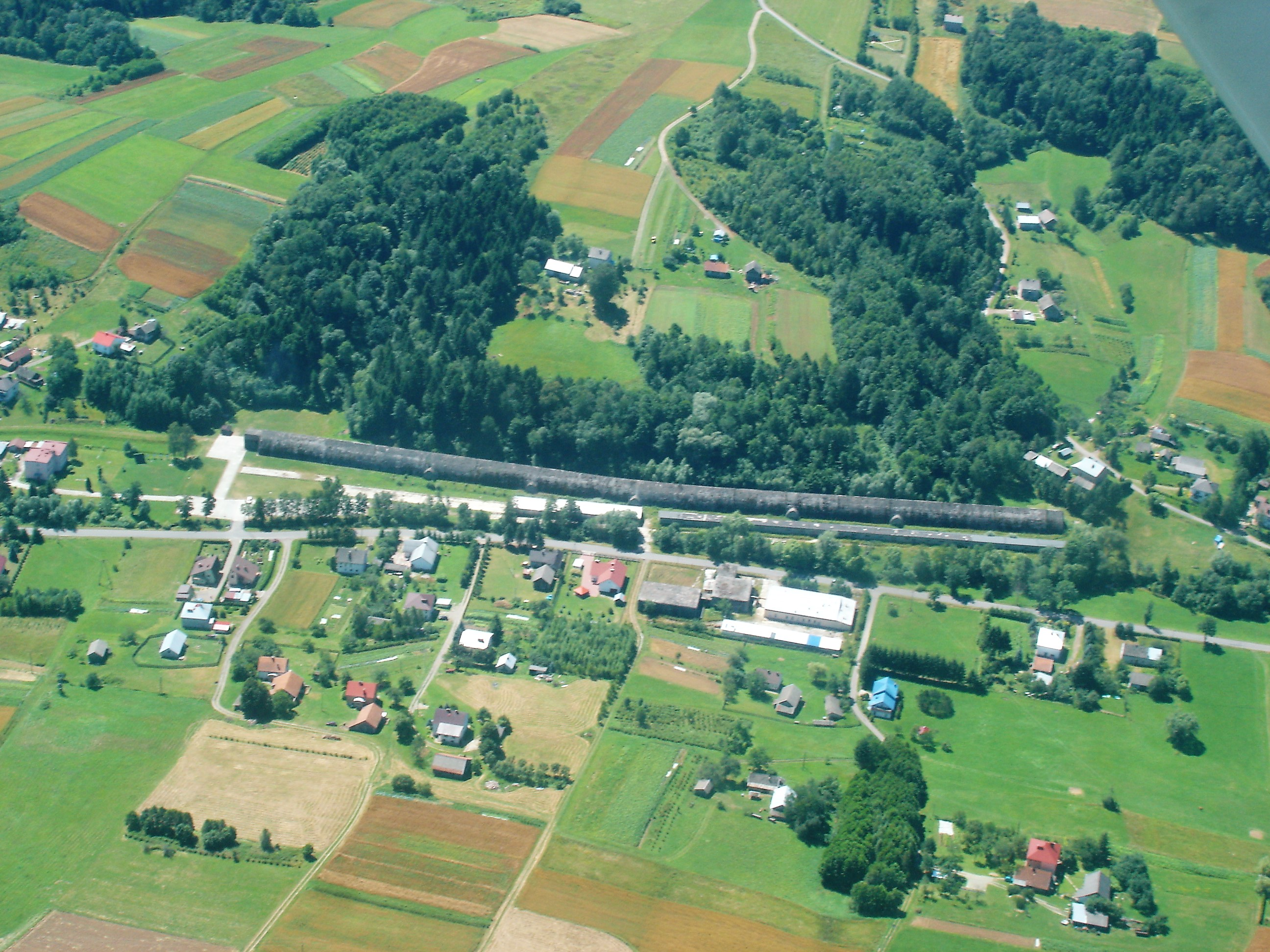
Militärtunnel in Stępina, Teil der Anlage Süd (2012)

Der Ort liegt im Strzyżów-Gebirge. Die Nachbarorte sind Pstrągówka im Nordosten, Cieszyna im Südosten, Glinik Średni im Süden, Glinik Górny im Südwesten sowie Jaszczurowa im Norden.

## Geschichte
Der Ort wurde im Jahr 1369 gegründet, aber wurde erst im Jahr 1416 als Stampina Wola erwähnt. Der Gründer war wahrscheinlich Dziersław Konopka, nach ihm erbte das Dorf Wacław von Kożuchów, 1419 die Söhne von Wacław.
Das Dorf gehörte zur Adelsrepublik Polen-Litauen, Woiwodschaft Sandomir, Kreis Pilzno. Bei der Ersten Teilung Polens kam Stępina 1772 zum neuen Königreich Galizien und Lodomerien des habsburgischen Kaiserreichs (ab 1804).
Nach dem Ende des Ersten Weltkriegs und dem Zusammenbruch der Habsburgermonarchie kam Stępina 1918 zu Polen. Unterbrochen wurde dies nur durch die deutsche Besetzung Polens im Zweiten Weltkrieg. In den Jahren 1940 bis 1941 wurde dort die Anlage Süd gebaut, wo am 27./28. August 1941 das Treffen zwischen Hitler und Benito Mussolini stattfand.
Von 1975 bis 1998 gehörte Stępina zur Woiwodschaft Rzeszów.